# Васефджан
Васефджан (перс. واصفجان‎) — село на севере Ирана, в остане Тегеран. Входит в состав шахрестана Пардис. Является частью дехестана (сельского округа) Гольхендан бахша Бумехен.

## География
Село находится в центральной части остана, на расстоянии приблизительно 2 километров (по прямой) к северу от города Пардис, административного центра шахрестана. Абсолютная высота — 2047 метров над уровнем моря.

## Население
По данным переписи 2006 года население села составляло 96 человек (50 мужчин и 46 женщин). В Васефджане насчитывалось 28 домохозяйств. Уровень грамотности населения составлял 76 %. Уровень грамотности среди мужчин составлял 82 %, среди женщин — 69,6 %.
В 2016 году в селе имелось 62 домохозяйства и проживало 173 человека (96 мужчин и 77 женщин).